# André Grizante
André Luis Grizante est un coureur cycliste brésilien né le 26 décembre 1976.

## Palmarès
- 1998
  - Prova Ciclistica 1° de Maio - Grand Prix Ayrton Senna
- 1999
  - Prova São Salvador
  - 2e étape de la Rutas de América
- 2000
  - Tour de Rio
  - Prova São Salvador
- 2001
  - Copa América de Ciclismo
- 2002
  - Grand Prix de São Paulo
- 2003
  - Prova Ciclistica 1° de Maio
  - 4e étape du Tour de Santa Catarina
  - Tour de Porto Alegre :
    - Classement général
    - 1re, 2e, 3e et 4e étapes

  - Tour du Goiás
    - 1re et 4e étapes
    - 2e du classement général

  - 2e du Circuito Boa Vista
  - 3e de la Copa América de Ciclismo
- 2004
  - Prologue, 3e et 8e étapes du Tour du Brésil-Tour de l'État de Sao Paulo
  - Prova Ciclistica 1° de Maio
  - 3e du Tour de Rio
  - 3e de la Prova Ciclística 9 de Julho
- 2005
  - 2e et 4e étapes du Tour du Brésil-Tour de l'État de Sao Paulo
- 2006
  - 4e et 5e étapes du Tour du Littoral paranéen